# Aniba terminalis
Aniba terminalis är en lagerväxtart som beskrevs av Adolpho Ducke. Aniba terminalis ingår i släktet Aniba och familjen lagerväxter. Inga underarter finns listade i Catalogue of Life.